# Miselni preizkus
Míselni preizkús ali miselni preizkús (angleško a thought experiment, iz nemške besede das Gedankenexperiment) je izraz, ki se pogosto uporablja v fiziki in na drugih področjih. Opisuje preskus, ki se v resnici ne izvede. Takšni preskusi se uporabljajo pri poskusih boljšega razumevanja Vesolja in fizikalnih zakonov.
Obstaja veliko znamenitih miselnih preskusov iz 19. in še posebej iz 20. stoletja, začetki pa sežejo vse tja do Galileja.
Znani miselni preskusi so:
- argument vedra – prostor je absoluten in ne v soodnosu (Isaac Newton),
- argument lepljivih biserov – gravitacijsko valovanje res napoveduje splošna teorija relativnosti in ima fizikalne učinke (Richard Phillips Feynman, 1957)
- astrokokoš (biotehnološko raziskovanje Vesolja) (Freeman John Dyson, 1979),
- Brownov zatikalnik (termodinamika), perpetuum mobile, ki ne krši 2. zakona termodinamike in ne deluje (Richard Phillips Feynman, 1962)
- Casimirjevi stožci (osnova za skoraj perpetuum mobile, ki ga žene entropija),
- Einsteinovi miselni preskusi (posebna teorija relativnosti, splošna teorija relativnosti, kvantna mehanika),
- Galilejeva ladja (načelo klasične relativnosti 1932),
- izrek o neskončni opici (verjetnost),
- Maxwellov duh (termodinamika, 1871),
- paradoks dvojčkov (posebna teorija relativnosti),
- paradoks lestev (posebna teorija relativnosti, Wolfgang Rindler, 1961)
- Schrödingerjeva mačka (kvantna mehanika),
- paradoks EPR (paradoks EPRB, kvantna mehanika) (so ga izvedli v posebnih primerih),
- kvantni samomor in nesmrtnost (kvantna mehanika),
- neenakost CHSH (kvantna mehanika),
- preskus GHZ (kvantna mehanika),
- Wignerjev prijatelj (kvantna mehanika),
- Wittgensteinova palica (strojništvo, mehanika) – vaja v predočenju,
- kitajska soba (filozofija, umetna inteligenca, kognitivna znanost),
- posnemana stvarnost (filozofija, računalništvo, kognitivna znanost).